# Everybody (Backstreet's Back)
Everybody är den första singeln från Backstreet Boys andra internationella album Backstreet's Back från 1997, samt den fjärde singeln från deras amerikanska debutalbum Backstreet Boys från 1998. Det amerikanska debutalbumet innehöll från början inte låten, men när det bestämdes att låten skulle släppas som singel så gavs albumet ut på nytt, nu med Everybody inkluderad.

## Bakgrund
Zombas styrelseordförande Clive Calder föreslog att låten skulle släppas som singel, men Jives chef Barry Weiss tyckte att det skulle vara konstigt om en låt med namnet "Backstreet's Back" (ung. Backstreet är tillbaka) på bandets första album. Bandet menade att det kunde syfta till att de var hemma igen. Efter att låten började spelas i Kanada började amerikanska radiokanaler nära gränsen mot Kanada att spela låten. Bandet kallade till möte med Weiss för att lägga låten till albumet efter att den första miljonen exemplaren redan producerats.
Låten, som är skriven av svenskarna Max Martin och Denniz PoP, är fortfarande en av de låtar av Backstreet Boys som har nått mest framgång, då den bland annat nådde en fjärdeplats på Billboard Hot 100 i USA och plats tre på den brittiska singellistan.
Låten finns i två versioner; dels 7"-versionen, som är standardversionen, och albumversionen. Amerikanska albumversionen har även ett extra break och en kortare brygga. Musikvideon finns både klippt för den långa och korta versionen, den långa versionen släpptes på den amerikanska marknaden och den korta gjordes tillgänglig på den internationella marknaden.
28 augusti 2012 berättade Nick Carter via Twitter att gruppen skulle spela in låten på spanska och att den kanske skulle finnas med som bonusspår på deras åttonde skiva i Latinamerika.